# 빈센트: 이탈리아 바다를 찾아
빈센트: 이탈리아 바다를 찾아(독일어: Vincent will Meer)는 2010년 공개된 독일의 드라마 영화이다. 랄프 휘트너가 감독을 맡았고 플로리안 다비트 피츠와 카롤리네 헤르푸르트가 주연을 탐았다.

## 줄거리
어머니의 죽음 후 아버지에 의해 강제로 정신병원에 입원하게 된 27세의 뚜렛 증후군 환자 빈센트는 강박 장애를 가진 알렉산더, 거식증을 앓는 마리와 룸메이트가 된다. 빈센트는 마리와 가까워지고, 둘은 담당 의사의 차를 훔쳐 병원을 무단으로 탈출한다. 빈센트의 소원인 어머니의 유해를 뿌리기 위해 이탈리아 바다로 향하는 여행에 알렉산더도 강제로 동행하게 된다. 한편, 도난당한 차의 주인인 의사와 빈센트의 아버지는 그들을 찾기 위해 추격에 나선다. 여행 중에 빈센트와 마리는 연인 관계로 발전하고, 빈센트의 아버지는 아들을 그동안 얼마나 잘못 대했는지 깨닫게 된다.
마침내 바다에 도착하지만, 마리는 거식증으로 인한 심장마비로 쓰러진다. 빈센트와 알렉산더는 이번 여행이 마리의 자살 시도였다는 것을 알게 된다. 마리는 병원에 입원하고, 빈센트와 알렉산더는 집으로 돌아간다. 그러나 빈센트는 아버지에게 맡겼던 어머니의 유골을 되돌려받아 마리가 입원한 병원으로 향하고, 알렉산더가 그와 동행한다.

## 출연

### 주연
- 플로리안 다비트 피츠: 빈센트(Vincent) 역
- 카롤리네 헤르푸르트: 마리(Marie) 역

### 조연
- 하이노 페르히: 로베르트(Robert) 역
- 팀 세이피: 카라비니에리 역
- 카타리나 뮐러 엘마우: 로제 박사(Dr. Rose) 역

## 기타
- 각색: 플로리안 데이비드 핏츠
- 의상: 나타샤 커티우스-노스
- 섭외: 네시 네슬라우어